# Ретсвайлер-Ноккенталь
Ретсвайлер-Ноккенталь (нім. Rötsweiler-Nockenthal) — громада в Німеччині, розташована в землі Рейнланд-Пфальц. Входить до складу району Біркенфельд. Складова частина об'єднання громад Біркенфельд.
Площа — 3,21 км2. Населення становить 474 ос. (станом на 31 грудня 2020).